# Njonji
Njonji (ou Ndjondje, Nyonye, Ndjondge, Njonje, Ndyondye, Nyonge) est une localité du Cameroun située dans le département du Fako et la Région du Sud-Ouest, sur la route rurale reliant Idenau à Batoke. Elle fait partie de la commune de West Coast.

## Environnement
Le village est situé en bordure de l'océan Atlantique, dans la baie d'Ambas.
On y observe notamment plusieurs espèces de sauriens de la famille des Chamaeleonidae, tels que Chamaeleo cristatus (ou Trioceros cristatus) et Rhampholeon spectrum, également des amphibiens dont  Leptopelis brevirostris, Phrynobatrachus auritus ou Chiromantis rufescens.
On y trouve plusieurs plantes endémiques comme Diospyros korupensis. 

Spécimens collectés à Njonji.
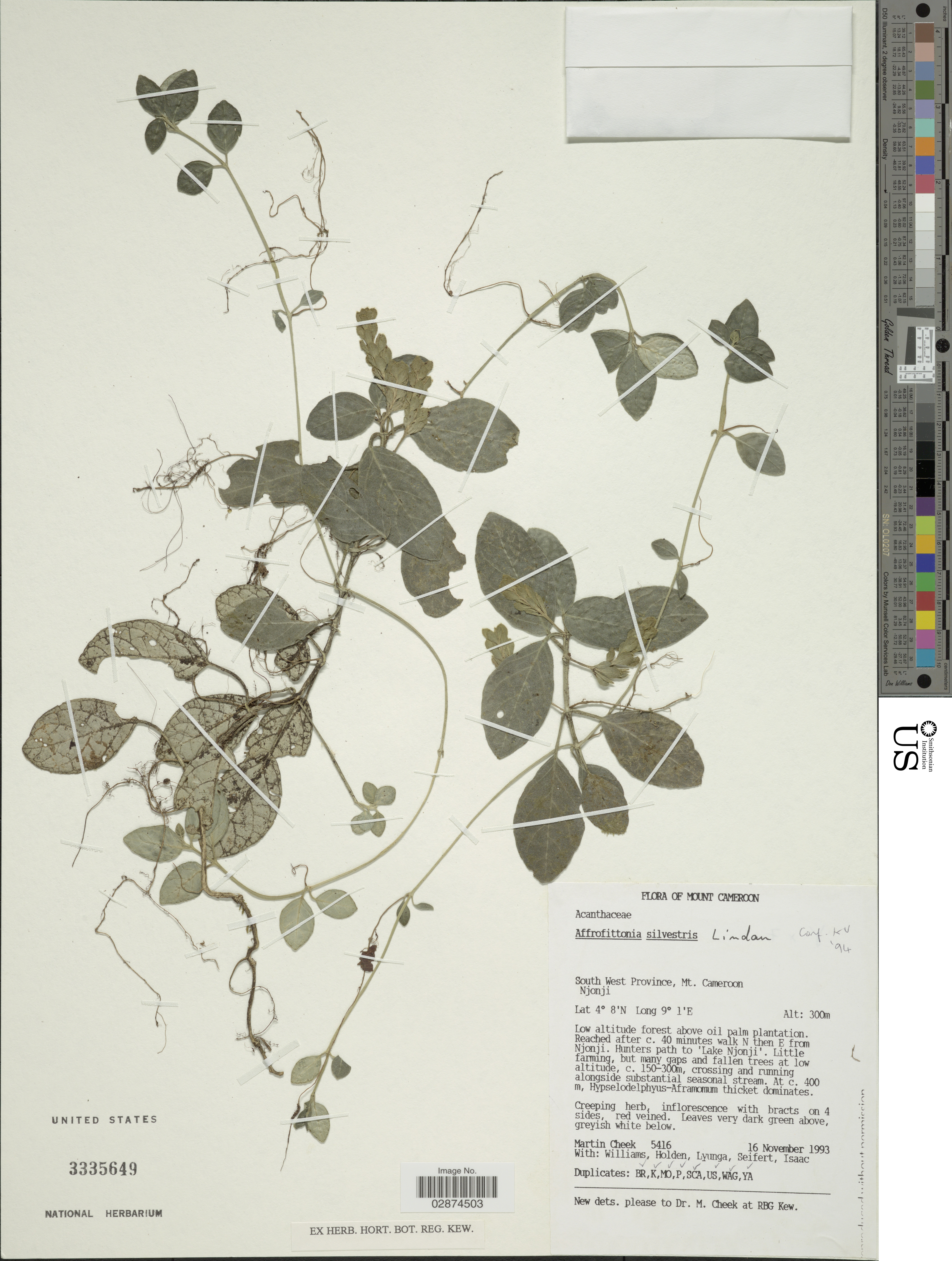
Afrofittonia silvestris.
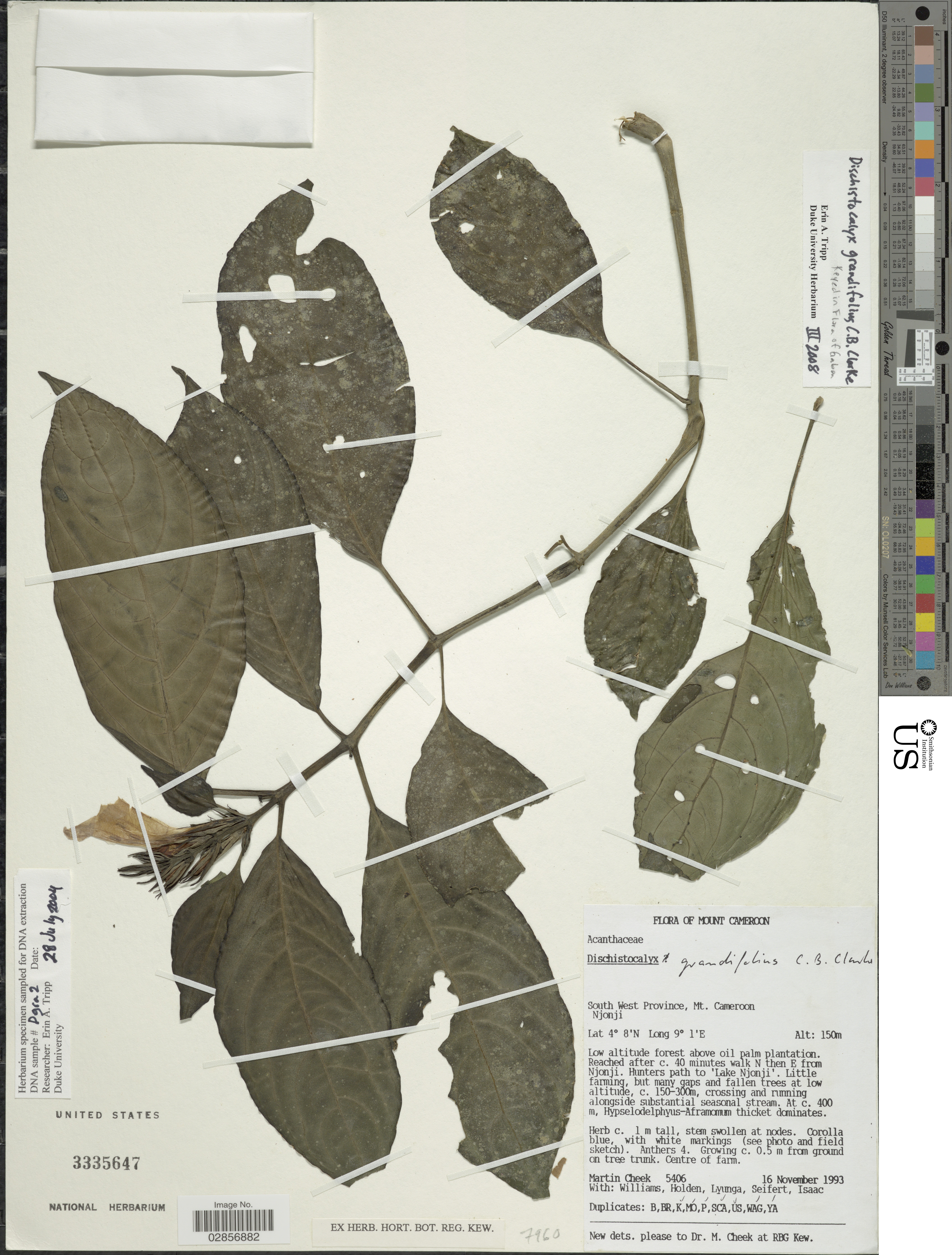
Dischistocalyx grandifolius.
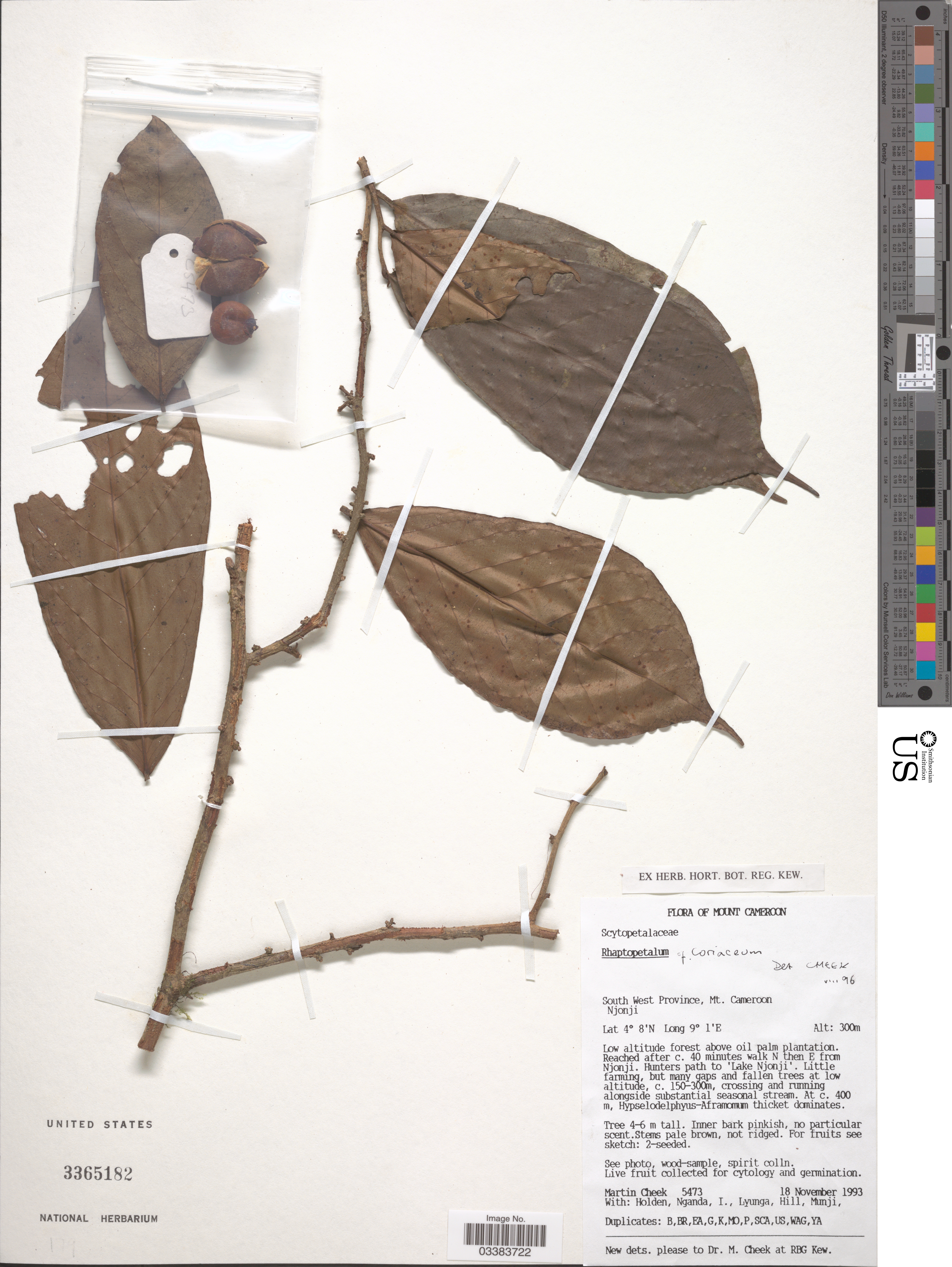
Rhaptopetalum coriaceum.

## Population
En 1953 la localité comptait 65 habitants. En 1968 leur nombre était estimé à 200, principalement des Bamboko. Lors du recensement de 2005, 1 729 personnes y étaient dénombrées.